# Harry Hutsby
Henry Hutsby (1886-1971) là một cầu thủ bóng đá người Anh từng thi đấu cho Stoke.

## Sự nghiệp
Hutsby sinh ra ở Stafford và gia nhập Stoke năm 1908 từ đội bóng địa phương Stafford Wednesday. Ông thi đấu 32 trận cho Stoke mùa giải 1908-09 và 4 trận ở mùa giải 1909-10. Năm 1910 ông rời để đến Wrexham và sau đó là câu lạc bộ quê nhà Stafford Rangers.

## Thống kê sự nghiệp
| Câu lạc bộ          | Mùa giải            | Giải quốc nội | Giải quốc nội | Cúp FA  | Cúp FA    | Tổng    | Tổng      |
| Câu lạc bộ          | Mùa giải            | Số trận       | Bàn thắng     | Số trận | Bàn thắng | Số trận | Bàn thắng |
| ------------------- | ------------------- | ------------- | ------------- | ------- | --------- | ------- | --------- |
| Stoke               | 1908-09             | 31            | 0             | 1       | 0         | 32      | 0         |
| Stoke               | 1909-10             | 4             | 0             | 0       | 0         | 4       | 0         |
| Tổng cộng sự nghiệp | Tổng cộng sự nghiệp | 35            | 0             | 1       | 0         | 36      | 0         |